# Райдужні хмари

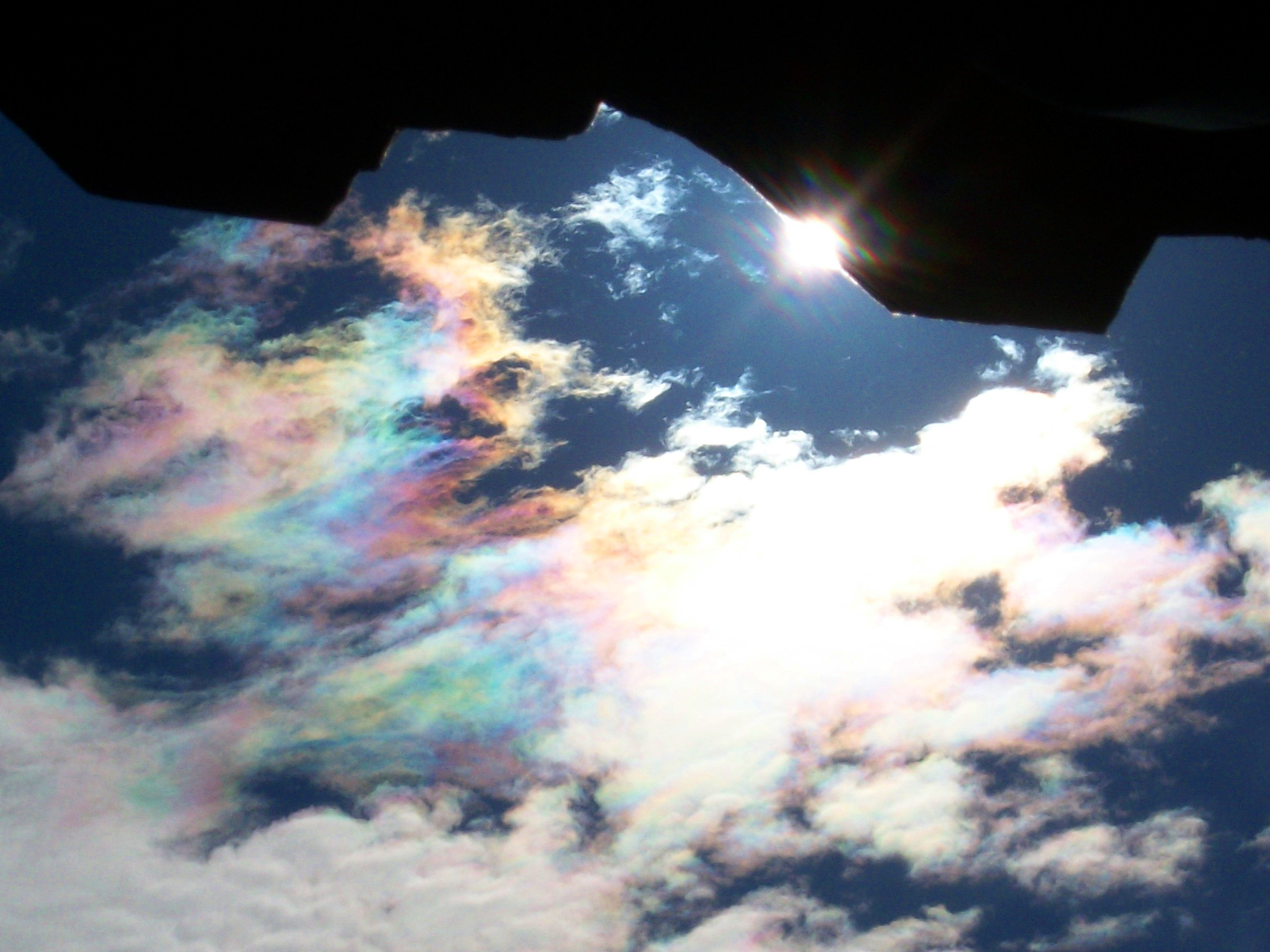
Райдужні хмари середнього ярусу

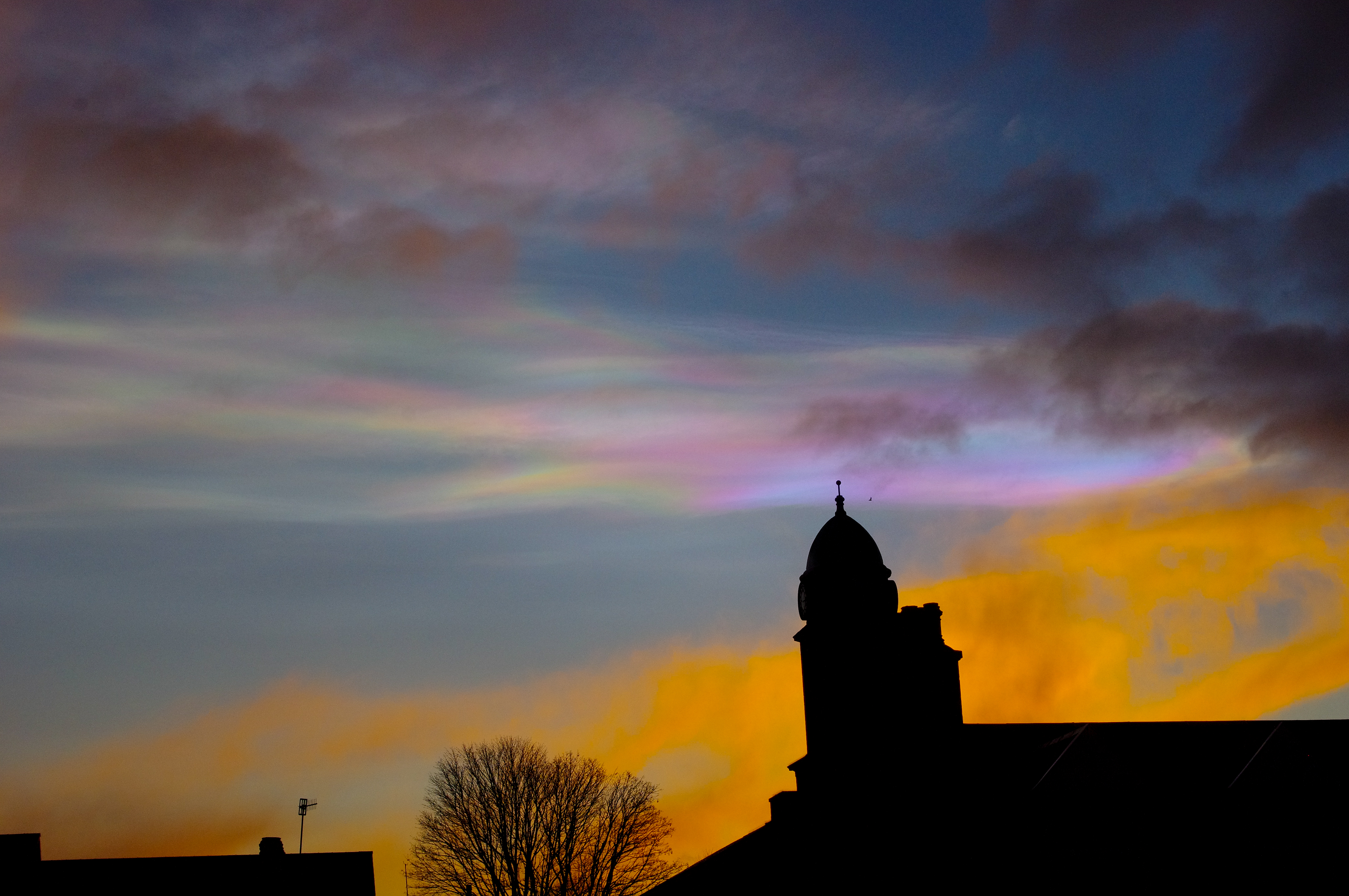
Райдужна полярна стратосферна хмара на заході сонця над Абердіном, Шотландія

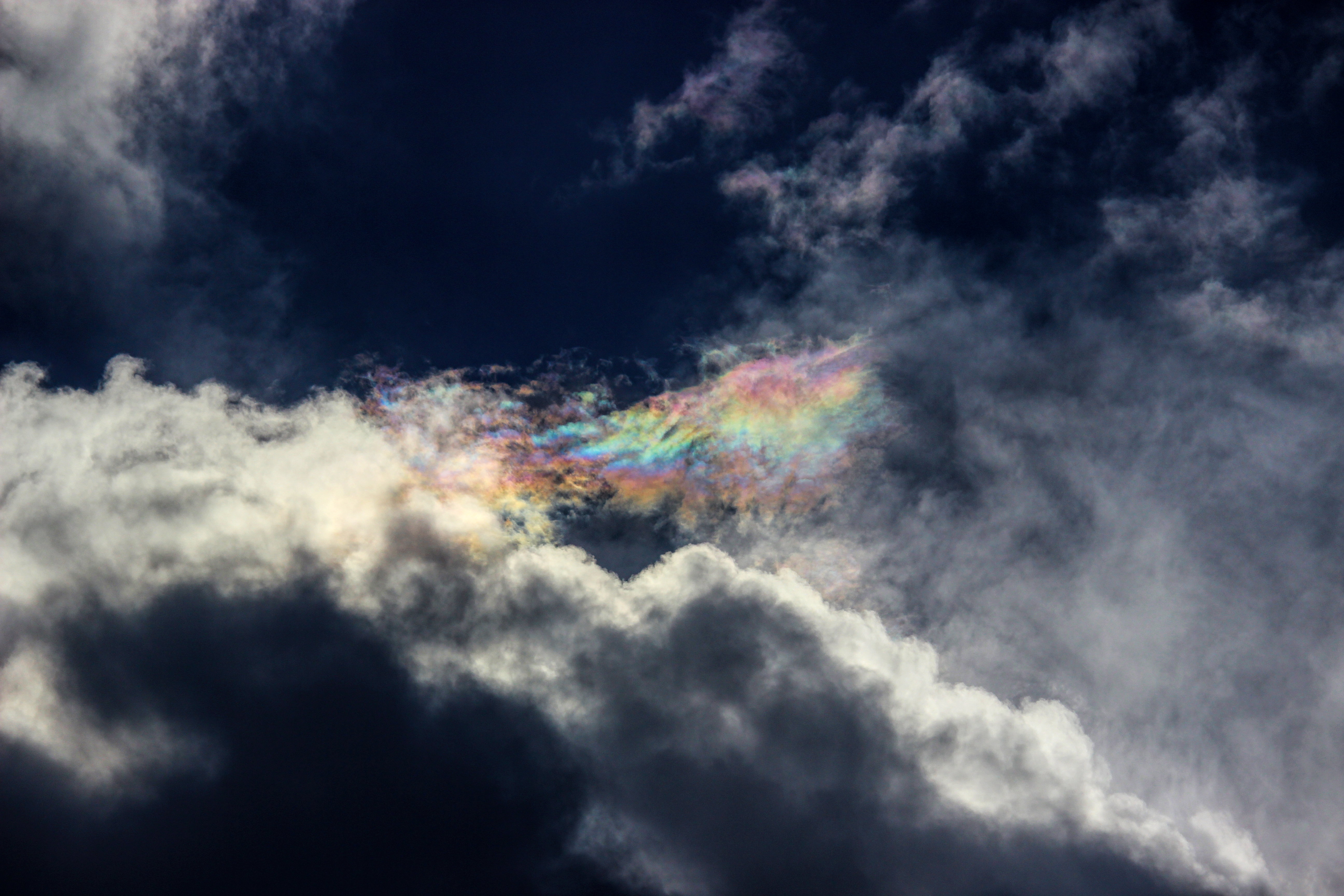
Райдужна хмара, вид на фоні сонця, покритого сірими хмарами, Пудучеррі, Індія

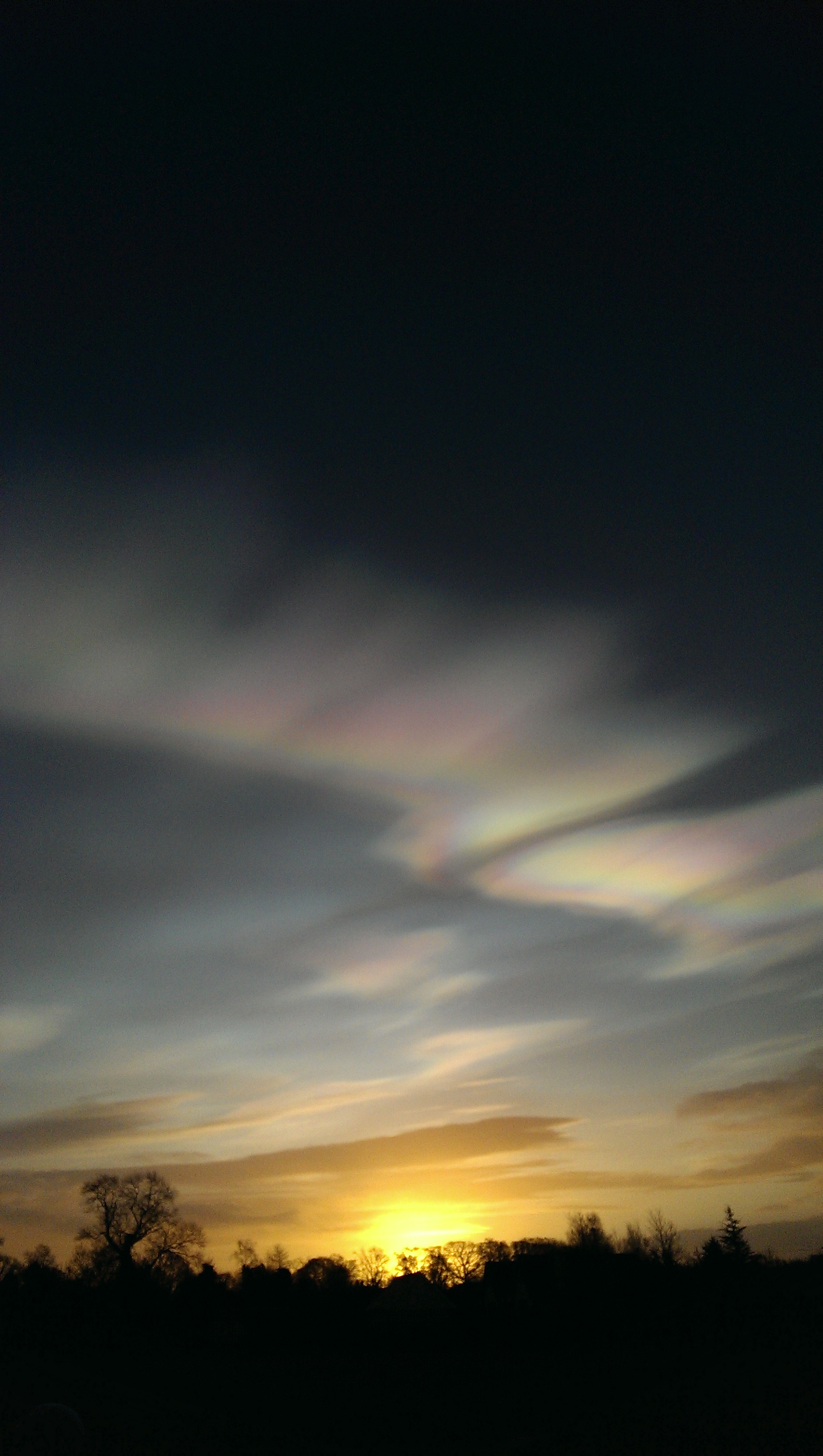
Райдужна хмара над графством Кілдер, Ірландія

Райдужні хмари (англ. cloud iridescence) або іризація — це кольорове оптичне явище, яке виникає в хмарах та з'являється в загальній близькості від Сонця чи Місяця. Кольори нагадують райдужні відблиски на мильних бульбашках та мастилі на поверхні води. Є різновидом фотометеора. Це досить поширене явище найчастіше спостерігається в висококупчастих, перисто-купчастих, лентикулярних і перистих хмарах. Іноді вони виглядають як смуги, паралельні краю хмар. Райдужні переливання також спостерігається в набагато рідших полярних стратосферних хмарах, які також називають перламутровими хмарами.
Кольори зазвичай пастельні, але можуть бути дуже яскравими або змішаними, іноді схожими на перламутр. При появі поблизу Сонця ефект може бути важко помітити, оскільки він заглушається сонячним сяйвом. Це можна подолати, закривши сонячне світло рукою або сховавши його за деревом чи будівлею. Іншими допоміжними засобами є темні окуляри або спостереження за віддзеркаленням неба у сферичному дзеркалі чи в басейні з водою.

## Походження
Іризація названа на честь грецької богині Іриди, богині веселки і посланниці Зевса та Гери до смертних.

## Механізм
Райдужні хмари — це дифракційне явище, спричинене розсіюванням світла маленькими крапельками води або дрібними кристалами льоду. Великі кристали льоду не створюють райдужних відтінків, але можуть викликати інше явище — гало.
Іризація спричинена дифракцією світла (в межах 10 градусів від Сонця) дуже однорідними краплями води та ефектами інтерференції першого порядку (понад приблизно 10 градусів від Сонця). Може простягатися до 40 градусів від Сонця.
Якщо частини хмар містять невеликі крапельки води або кристалики льоду однакового розміру, їхній сукупний ефект сприймається як кольори. Хмара має бути оптично тонкою, щоб більшість променів стикалася лише з однією краплею. Тому райдужні переливи здебільшого видно на краях хмар або в напівпрозорих хмарах, тоді як новоутворені хмари створюють найяскравіші та найбільш барвисті райдужні переливи. Коли частинки в тонкій хмарі однакові за розміром на великій території, райдужне сяйво набуває структурованої форми вінця, яскравого круглого диска навколо Сонця або Місяця, оточеного одним або кількома кольоровими кільцями.